# Adolf Jacob Carel van Pallandt van Neerijnen

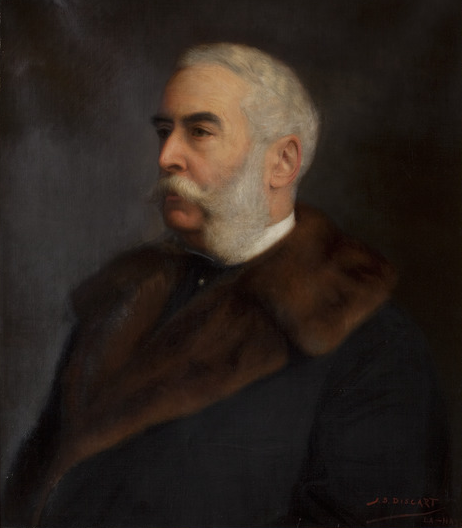

Adolf Jacob Carel baron van Pallandt van Neerijnen (Den Haag, 25 november 1838 - Waardenburg, 22 maart 1920) was een Nederlands edelman en hoffunctionaris. Hij was in 1905 de eerste kanselier van de Huisorde van Oranje.
De baron was gehuwd met Jonkvrouwe Elisa Dorothea Boreel, een kleindochter van Willem François Boreel.